# ヨハン・フリードリヒ・オーファーベック

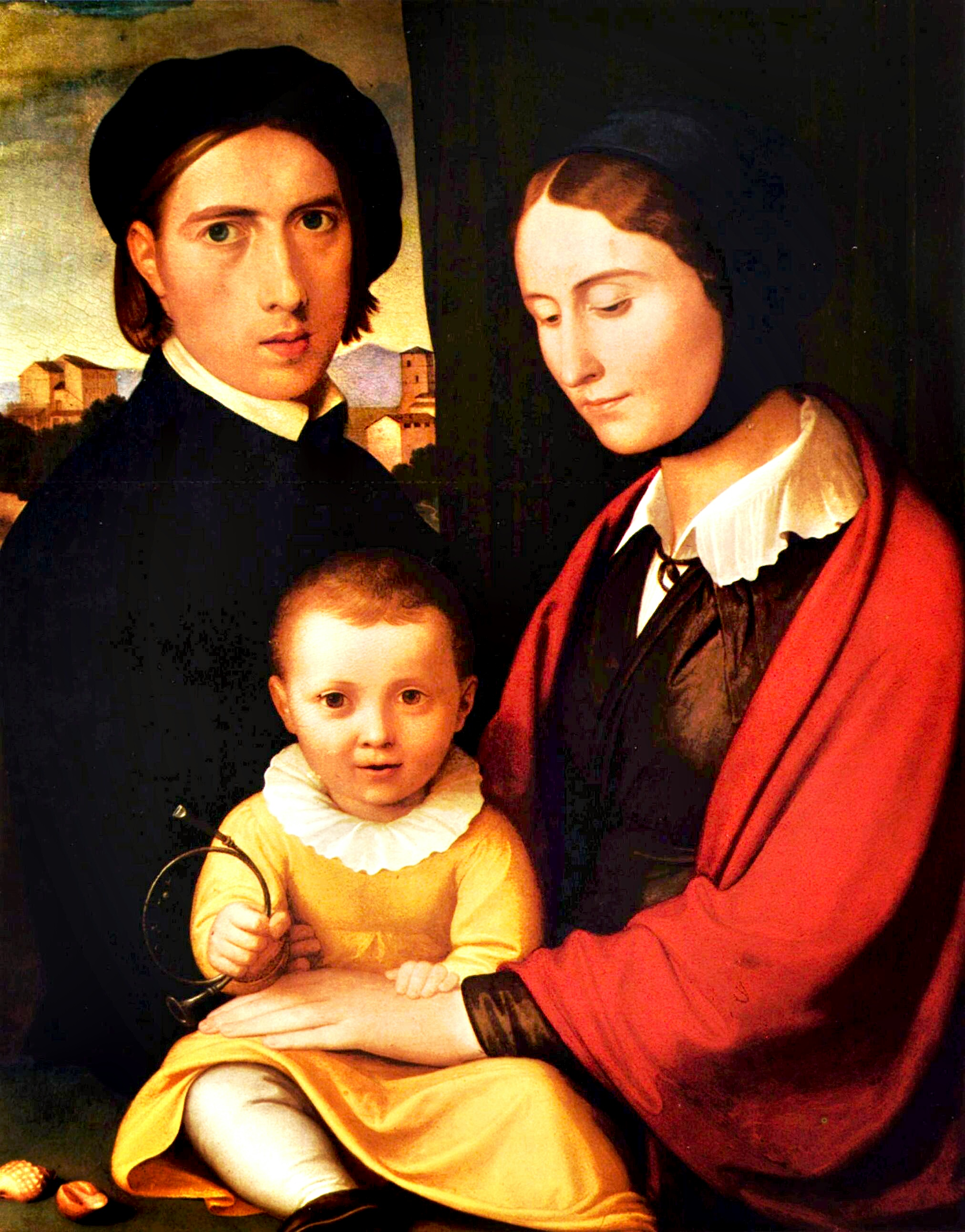
家族との自画像、1820年頃。バーンハウス所蔵

ヨーハン・フリードリヒ・オーファーベック （独: Johann Friedrich Overbeck 発音 ,1789年7月3日 - 1869年11月12日）は、ドイツのナザレ派の画家。4つのエッチングも描いた。

## 生涯

### 幼年時代
ヨーハン・フリードリヒ・オーファーベックは、リューベックで生まれた。3世代前の彼の先祖はプロテスタントの主任牧師であった。彼の父親クリスティアン・アドルフ・オーファーベック（1755年-1821年）は法学博士、詩人、神秘主義の信徒、そしてリューベック市長を務めた。彼の祖父はゲオルク・クリスティアン・オーファーベック（1713年 - 1786年）といい、リューベックの弁護士で、祖母エレオノーレ・マリーア・ヤウホ（1732年 - 1797年）は名家ヤウホ (Jauch) 家出身であった。一家の住む建物からごく近いケーニッヒ通りに、ギムナジウムがあった。神学博士である叔父はそこの教師であった。そこで甥は古典の学徒となり、美術教育を受けたのである。
若きオーファーベックは1806年にリューベックを発ち、画家ハインリヒ・フリードリヒ・フューガーが教鞭をとるウィーンの美術アカデミーへ入学した。フューガーはフランスの新古典主義の画家ジャック＝ルイ・ダヴィッドに学んでいた。ここでは知識を得られたが、教育と共同団体が、繊細で宗教的な若者にとって我慢がならなくなった。オーファーベックは友に宛てて、自分が庶民社会に落ちたこと、どの貴族もこの庶民をアカデミー内で抑圧していると考えており、ここでは人間性の内にある全ての誠意が失われ、自分自身もひそかに自分がその状態にあると書きつづった。これらの文面は、彼の未来の地位と芸術に対する鍵である。彼が生きる根源をあらためて見いだした、キリスト教芸術の純粋な精神性が、数世紀の間に断絶し崩壊してしまっていた。彼は初期の、ラファエロ以前のイタリア画家らを光に当てることで、彼の同時代の他の一方に一票を投じた。4年の在学期間の最後の年、違和感が妥協できないほどになったオーファーベックと、彼に同意見の一団がアカデミーから放逐された。彼はウィーンでむなしく真の芸術を探し求めていたのであった。
| 「 | 私の中はそれでいっぱいだった。私の空想全体が聖母とキリストで占められていた、しかし、どこにも私は答えを見つけることができなかった | 」 |

よって、彼はローマへ向けて発った。半分だけ仕上がった『エルサレムへ入るキリスト』のカンヴァスを持っていった。彼の信条の許可書の如くであった。『私は聖書に従う。私は己の普遍の場所のようにそこで召命を受ける。』

### イタリア
オーファーベックは1810年にローマへ到着し、ここを59年間製作の中心地とした。彼は仲間のペーター・フォン・コルネーリウス、フリードリヒ・ヴィルヘルム・シャード（シャードウ）、フィーリップ・ファイトらと、フランシスコ会の古いサン・イシドロ修道院に共に暮らした。彼らは友や敵の間で『ナザレ派』という描写的な別名で知られるようになった。彼らはドイツ・ロマン主義、教会ロマン主義、ドイツの愛国的・宗教的画家の集団であった。彼らの戒律は厳しく、誠実な製作と敬虔な生活が重んじられた。彼らは、ルネサンスを偽りだとして、異教を骨董品だとして遠ざけた。そして、簡素な環境において、ペルジーノ、ピントゥリッキオ、フランチェスコ・フランチャ、そして若い頃のラファエロの真剣な芸術の、厳格な復興を起こした。画風の特徴はしかし理想の気高さから引き出された。几帳面さと下書きの厳しさすら、光の加わった形式主義者の構図であり、陰影と色は魅力のためでないが主に洞察力とモチーフの成就を引き出している。オーファーベックはナザレ派の運動の中での指導者であった。運動に加わった画家が記述を残している。
| 「 | 誰も彼を直に見ないか、または彼の動機の純粋さ、深い既視感、知識の豊富さに疑問を持たずに、彼の話を聞く。彼は芸術と詩の宝庫で、聖人のような男である。 | 」 |

しかし、苦闘は厳しくそして貧困がそれを報いた。しかし援助の手をさしのべる友ニーブール、ロベルト・ブンゼン、フリードリヒ・シュレーゲルがやってきた。1813年、オーファーベックはローマ・カトリックに改宗し、そのために彼は自分の芸術はキリスト教徒としての洗礼を受けられると信じた。

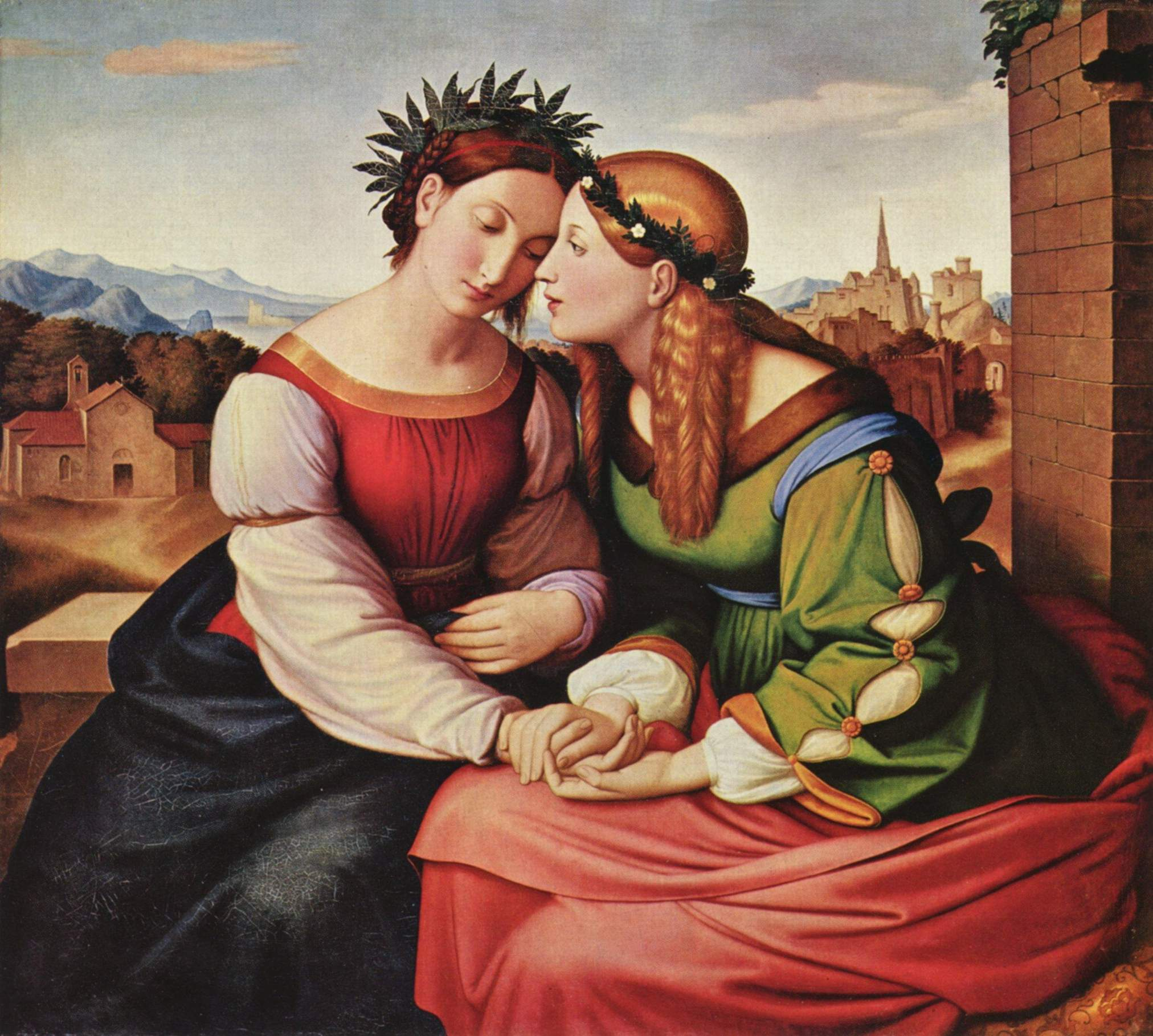
イタリアとゲルマニア ノイエ・ピナコテーク蔵

折良く機会がまわってきた。プロシャ人領事、ヤコプ・ザロモン・バルトルディ（1779年 - 1825年、フェリックス・メンデルスゾーンの伯父）がピンチョの丘の端に家を持った。家はパラッツォ・ズッカーリ、またカーザ・バルトルディと呼ばれた。バルトルディはオーファーベック、コルネーリウス、ファイトとシャードらと部屋の装飾の契約を結んだ。7メートル四方にヨセフの物語を描いたフレスコ画がある（現在ベルリンのアルト・ナツィオナールガレリー収蔵）。題材は、「7年飢饉」と「同胞に売られたヨセフ」である。これら実験的な壁画は1818年に完成し、イタリア人たちの間に好感を生んだ。
同じ年、マッシモ公が、オーファーベック、コルネーリウス、ファイトとユリウス・シュノルに、庭園のパヴィリオンの天井と壁画の装飾を依頼した。そこはサン・ジョヴァンニ・イン・ラテラノの近くで、トルクァート・タッソ、ダンテ、ルドヴィーコ・アリオストの文学的世界を描いた装飾フレスコ画があった。オーファーベックが割り当てられたのは、タッソの『解放されたエルサレム』を主題とする5平方メートルの部屋であった。この絵は11の構成で最も大きく、最も特筆すべき物で、壁全体を占めていた。ゴドフロワ・ド・ブイヨンとピエール・レルミトが出会う場面が描かれていた。10年間手間取り、酷使され弱った画家は、フレスコ画の完成を友人の画家ヨーゼフ・フォン・フューリッヒに任せた。獲得した自由な時間は、好みに合ったテーマ、「聖フランチェスコの幻視」に徹底してつぎ込まれた。6.5メートルの長さのある壁画で、等身大で人物が描かれ、1830年に完成した。これはアッシジ近郊のサンタ・マリア・デリ・アンジェリ聖堂内のポルツィウンコラのためのものである。
オーファーベックと仲間たちは自からすすんで、手入れされなかったフレスコ画と記念碑的な絵画の修復をした。彼らは古来の方法を採用した。そしてその成功でヨーロッパ中の忘れがたい復興をもたらしたのである。
50年に及ぶオーファーベックの画家生活での主要作品は以下のとおりである。
- エルサレムへ入城するキリスト (1824年), リューベックのマリーエンキルヒェ蔵。しかし、第二次世界大戦中の爆撃で損傷した。
- 庭園のキリストの苦悶 (1835年), ハンブルク大病院所蔵
- ロ・スポサリツィオ (1836), ポーランド・ポズナニ、ナロドヴェ美術館
- 芸術における信仰の勝利 (1840年), フランクフルト、シュテーデル協会蔵
- ピエタ (1846年), リューベック、マリーエンキルヒェ蔵
- 聖トマスの不信 (1851年), 最初はロンドンのベレスフォード・ホープの個人所蔵。現在はドイツ・シュヴァインフルトのシェーファー・コレクション収蔵
- 聖母の被昇天 (1855年), ケルン大聖堂蔵
- ユダヤ人らから引き出されたキリスト (1858年), テンペラ画。最初はクイリナーレ宮殿の天井画だった。ローマ教皇ピウス9世から、そして時のイタリア政府からの直接の依頼であった。のちキューピッドを飾ったカンヴァスに覆われた。現在、バチカン市国のアウラ・デッレ・ベネディツィオーネの正面に吊されている。

オーファーベックの作品全ては、信仰の熱情、注意深く長引いた学習、乾いた厳しい手法、そして控えめな色彩などで特徴づけられる。
オーファーベックは折衷学派に属し、今なお創造的である。彼の思索家のうちでの地位と彼のペンは、彼の鉛筆より少なくとも忙しい物だった。彼はマイナーな詩人、随筆家、大量の書簡作家であった。彼の作風は多弁で冗長である。彼の絵画は教訓的で、彼の宗教的信条と彼の芸術のプロパガンダとみなされるように使われた。信仰の勝利と聖餐のような構成の教授法は、熱狂的な文学的発露によって彼が力説したのである。彼の芸術は彼の人生が生み出したものであった。彼の定期的な思考は、孤独の慈しみ、祈りの鍛錬で鍛えられた。彼は生き生きとした画風に転換し、それらは無数のデッサンと実物大下絵へと発展した。それらはかなり多くが福音書と40枚の下絵である（1852年）。ヴィア・クルシスは14色の水彩デッサン（1857年）、7枚の正餐、7枚の下絵（1861年）がある。オーファーベックの構図は一部の例外を含め強い印象を与えた。彼の一生をかけた仕事は彼の言葉に要約される。
| 「 | 私にとっての芸術はダヴィデのハープのようなもの。賛美歌がどんなときも主を讃えて鳴り響くよう、私が望んだ結果である。 | 」 |

オーファーベックは1869年にローマで死去した。彼はサン・ベルナルド・アッレ・テルメ教会に埋葬された。

## 参照
- この記事にはアメリカ合衆国内で著作権が消滅した次の百科事典本文を含む: Chisholm, Hugh, ed. (1911). "Overbeck, Johann Friedrich". Encyclopædia Britannica (英語). Vol. 20 (11th ed.). Cambridge University Press.